# Acacia aureocrinita
Acacia aureocrinita é uma espécie de leguminosa do gênero Acacia, pertencente à família Fabaceae.